# خيرمان فيرايرا
خيرمان فيرايرا (بالإسبانية: Germán Ferreyra)‏ هو لاعب كرة قدم أرجنتيني في مركز الوسط، ولد في 13 يناير 1996 في مدينة غونزاليس كاتان في الأرجنتين. لعب مع فيليز سارسفيلد.

## وصلات خارجية
- خيرمان فيرايرا على موقع قاعدة بيانات كرة القدم.إي يو (الإنجليزية)
- خيرمان فيرايرا على موقع Soccerway.com (الإنجليزية)
- خيرمان فيرايرا على موقع عالم كرة القدم.نت (الإنجليزية)